# Cieszkowice (przystanek kolejowy)
Cieszkowice − nieczynny przystanek osobowy w Cieszkowicach, w Polsce, w województwie dolnośląskim, w powiecie górowskim, w gminie Wąsosz.
.